# (Don't Fear) The Reaper
(Don't Fear) The Reaper är en rocklåt av Blue Öyster Cult från 1976. Den finns med på studioalbumet Agents of Fortune och en förkortad version gavs ut som singel. Låten är skriven av gruppens gitarrist Buck Dharma och han har beskrivit att låttexten handlar om att evig kärlek övervinner döden, samt att döden är oundviklig och inte ska fruktas.
Låten kom att bli gruppens största hitsingel. År 2003 listades låten på plats 405 i magasinet Rolling Stones The 500 Greatest Songs of All Time.
En koskälla används prominent i produktionen, vilket senare utnyttjades i en sketch, "More Cowbell" i det amerikanska humorprogrammet Saturday Night Live. i sketchen med Will Ferrell och Christopher Walken parodieras ett avsnitt av dokumentärserien Behind the Music från VH1. Walken spelar en fiktiv musikproducent som hela tiden uppmanar Ferrells karaktär att spela mer koskälla.
Låten spelas i skräckfilmen Alla helgons blodiga natt från 1978 i en scen då huvudkaraktären kör bil.

## Listplaceringar
| Lista (1976-1978) | Position                |
| ----------------- | ----------------------- |
| Irland            | 17                      |
| Kanada            | 7 (RPM)                 |
| Storbritannien    | 16 (UK Singles Chart)   |
| Sverige           | "Heta Högen" i Poporama |
| USA               | 12 (Billboard Hot 100)  |